# 7485 Changchun
7485 Changchun è un asteroide della fascia principale. Scoperto nel 1994, presenta un'orbita caratterizzata da un semiasse maggiore pari a 2,8668651 UA e da un'eccentricità di 0,1940439, inclinata di 13,33781° rispetto all'eclittica.